# Selfish Machines
Selfish Machines ist das zweite Studioalbum der US-amerikanischen Post-Hardcore-Band Pierce the Veil. Es ist das letzte Album, das die Gruppe über Equal Vision Records veröffentlichte. Selfish Machines, das zwölf Songs hat, wurde am 22. Juni 2011 weltweit veröffentlicht. Es stieg auf Platz 106 in den US-Charts und hielt sich dort zwei Wochen lang.
Selfish Machines wurde am 17. September 2013 mit einem Bonustitel erneut veröffentlicht.

## Produktion und Veröffentlichung
Die Musiker begannen 2009 mit den ersten Arbeiten an dem Album. So nahmen sie nach dem Ende der Taste of Chaos Tour 2009 erste Demos auf und schrieben an neuem Material. In einer Meldung ihres damaligen Labels Equal Vision Records wurde bekannt, dass man Mike Green, der bereits mit Paramore und The Matches zusammengearbeitet hatte, für die Produktion des Albums engagiert habe.
Die Gruppe flog nach Los Angeles und nahm das Material mit Green zwischen Dezember 2009 und Januar 2010 auf. Es war geplant, das Album noch im Jahr 2010 auf dem Markt zu bringen. Am 27. Dezember 2009 gab die Gruppe bekannt, dass Schlagzeuger Mike Fuentes alle Tracks für das Album an einem einzigen Tag eingespielt habe. Am 11. Januar 2010 meldeten die Musiker, dass lediglich die Keyboards und der Gesang eingespielt werden müssten. Am 19. Februar 2010 wurde in einem Studiotagebuch berichtet, dass die Gruppe lediglich acht weitere Tage im Studio verbringen würden, um die Gesangsparts einzuspielen. Später sollte Vic Fuentes in einem Interview sagen, dass er in Zukunft nicht mehr plane, ein Album in Los Angeles aufzunehmen.
Kurz nach den Aufnahmen veröffentlichte die Gruppe ein Cover des Blue-Öyster-Cult-Songs (Don’t Fear) The Reaper, der später auf der Punk Goes Classic Rock erschien. Am 10. Mai 2010 veröffentlichten die Musiker das Lied The Boy Who Could Fly auf Myspace und bei PureVolume. Auf letzterem Portal war es möglich das Lied gratis herunterzuladen.
Bereits am 29. April 2010 gab Equal Vision bekannt, dass Selfish Machines am 22. Juni 2010 auf den Markt kommen werde. Zeitgleich wurde das Albumcover preisgegeben und die Vorbestellungsphase eröffnet. Am 8. Juni 2010 veröffentlichte das Label einen Werbespot für das Album. Am 15. Juni 2010 stellte die Gruppe das Album als Stream auf Myspace. Die ITunes-Edition enthält einen Bonustitel, den die Gruppe 2007 gemeinsam mit Jonny Craig aufgenommen hatte. Dieser Track heißt She Makes Dirty Words Sound Pretty. Auch erschien eine Deluxe-Version des Albums mit Zusatz-DVD. Selfish Machines erschien am 22. Juni 2010.
Zu Caraphernelia, das am 7. Juli 2010 als Singleauskopplung erschien, wurde ein Musikvideo gedreht, das am 28. September 2010 Premiere feierte. Zu Bulletproof Love, einem weiteren Lied aus dem Album, wurde ebenfalls ein Musikvideo angefertigt. Es wurde im Mai in Los Angeles gedreht und erschien am 7. Juli 2011.
Am 24. Mai 2013 erschien Selfish Machines gemeinsam mit A Flair for the Dramatic als Schallplatte. Das Album wurde am 24. September 2013 neu aufgelegt. Die neue Version des Albums wurde von Dan Korneff, der mit der Band an Collide with the Sky arbeitete, geremixt. Auf dieser Edition ist außerdem Kissing in Cars als Bonustitel zu hören. Zuvor war der Song lediglich auf der japanischen Edition zu finden.
Zum Albumtitel und Konzept des Albums sagte Fuentes in einem Interview, dass jeder Mensch in irgendeiner Art und Weise eine „egoistische Maschine“ sei, was jedoch keinesfalls negativ zu verstehen ist, dass es in der Natur des Menschen ist, ein wenig egoistisch zu sein. Es sei das Böse in uns, allerdings ist es nicht das Böse allgemein, sondern es ist einfach da und es werde immer in uns sein.

„We are all in one way or another selfish machines. In no way is this a negative thing, it's human nature. We all have natural tendencies to want, love, and take. It's about that 'evil' thing inside of us that is really not evil at all, it's just there and always will be inside all of us.“

## Musik und Songtexte

### Musik
Einen Großteil der Stücke auf Selfish Machines wurde von Vic Fuentes und dem ehemaligen A-Day-to-Remember-Gitarristen Tom Denney geschrieben. Auch wirkten beide an der Musik zu den Liedern Disasterology, The Boy Who Could Fly und The Sky Under the Sea mit.
Die Musiker versuchen, ihre „spanische Seite“ in den meisten Songs zur Schau zu stellen. Das Stück im Album, in dem das der Gruppe am meisten gelingt, ist das erste Lied, Besitos. In The Boy Who Could Fly zeigt Pierce the Veil, dass die musikalischen Wurzeln der Band im Punk liegt. Laut Vic Fuentes zeigt das Lied Fast Times at Clairemont High leichte Einflüsse von Michael Jackson. In manchen Liedern benutzte die Gruppe einen Stratocaster (The Boy Who Could Fly), um einen möglichst wiedererkennbaren Sound zu kreieren, oder ein Piano (The New National Anthem). Das Piano-Intro in The New National Anthem nahm Fuentes in seinem Apartment auf. Auch die Piano-Parts in Stay Away from My Friends wurden von Fuentes komponiert. Allerdings spielte Dave Yaden, ein Freund des Sängers, die Parts ein. In Million Dollar Houses (The Painter) arbeitete die Gruppe auch mit automatischer Tonhöhenkorrektur.

### Songtexte
Die Texte auf Selfish Machines handeln hauptsächlich von menschlichen Bedürfnissen sowie dem Verlangen Dinge haben und als ihr Eigentum behandeln zu wollen:
- In Besitos beschreibt Fuentes seine nicht funktionierende Beziehung zu seiner Freundin. Allerdings gibt er in dem Lied lediglich die Perspektive seiner ehemaligen Freundin wieder. Er wollte damit ihre Sichtweise verstehen und das, was sie durchgemacht hat. Der Song endet damit, dass sie ihn für alles, was er ihr angetan hat, umbringen will.[20]
- Southern Constellations war ursprünglich das Intro für The Boy Who Could Fly. Allerdings beschlossen die Musiker, das Stück zu kürzen und das Intro als eigenständiges Lied auf das Album zu packen, da The Boy Who Could Fly ansonsten knapp sechs Minuten Spieldauer erreicht hätte. Southern Constellations beschreibt Vic Fuentes Besessenheit südliche Mädchen (engl. Southern girls).[20]
- The Boy Who Could Fly beschreibt eine „ungesunde“ Beziehung. Auch dieses Stück wurde aus der Erfahrungswelt des Sängers geboren. Das Lied handele unter anderem von all den Fehlern, die ein Mensch macht, wenn er verliebt ist. Er beschreibt The Boy Who Could Fly als eine Art der „Selbsttherapie“.[20]
- Das Lied Caraphernelia ist an Vic Fuentes ehemalige Freundin gerichtet. Das Lied beschreibt seine Verwunderung über das Verlassenwerden. Als er den Refrain schrieb, hatte er bereits einen Gastsänger im Hinterkopf. Wenige Wochen nach Vollendung des Liedtextes fragte Fuentes bei Jeremy McKinnon (A Day to Remember) an, ob er interessiert sei, in dem Stück mitzuwirken. McKinnon sagte eine Zusammenarbeit zu. Fuentes sagt, dass es einer seiner Lieblingslieder auf dem Album sei, da diese Zusammenarbeit sehr wichtig für ihn war.[20]
- Vic Fuentes beschreibt Fast Times at Clairemont High als ein „sehr egoistisches“ Lied, das aussagt „wenn ich dich nicht haben kann, soll dich keiner haben“. Er begründet die Entstehung des Stückes damit, dass fast jeder Mensch in seinem Leben dieses Gefühl gehabt haben dürfte. Allerdings, so Fuentes, beschreibt dieses Album, hauptsächlich derartige Gefühle. Laut ihm beschreibt der Song die menschliche Natur und seine egoistischen Tendenzen.[20]
- Das Lied The New National Anthem beschreibt eine Nacht, die Vic Fuentes damit verbracht hat, ein Mädchen zu sehen, das er sehr gernhatte. Er fuhr sechs Stunden, um sie von ihrer Wohnung abzuholen. Allerdings musste er bei der Ankunft feststellen, dass sie bereits dabei war, in ein neues Apartment zu ziehen. Fuentes sagt, dass ein Großteil des Liedtextes von dieser Situation handele.[20]
- Bulletproof Love ist, laut Vic Fuentus, der düsterste Song, den er je geschrieben hat. Er beschreibe die Situation, besessen von einer Person zu sein, die man liebt, bis man beginnt sich selbst zu verletzen. Der Liedtext ist ähnlich wie ein Abschiedsbrief verfasst, der von der besagten Person gefunden wird. Fuentes gibt zu, dass es „verrückt“ und „extrem“ ist, allerdings sei das Stück auch tröstend.[20]
- Stay Away from My Friends handelt von Fuentes ehemaliger Freundin, die versucht, in Kontakt mit seinen Freunden zu bleiben, auch wenn die Beziehung vorbei ist.[20]
- I Don’t Care If You’re Contagious wurde von einem weiblichen Fan der Band inspiriert, nachdem diese ihm erklärt habe, dass ihr Freund bei einem Autounfall ums Leben kam. Sie sagte, dass sie sich zum ersten Mal auf einem Konzert der Band getroffen hätten und dankte ihm dafür, dass die Gruppe ein Teil ihres Lebens geworden ist. Fuentes schrieb den Song als Geschenk für sie.[20]
- Disasterology beschreibt den Traum eines jeden Jungen: von Mädchen, Trinkgelagen und die beste Zeit im Leben zu haben. Der Refrain beschreibt, dass man etwas „Wundervolles“ aufbaut, bloß um es im Nachhinein wieder zu zerstören. Fuentes sagte, dass er mit dieser Idee bereits seit längerer Zeit gespielt habe und eine spezielle philosophische Basis besitze.[20]
- Das Lied Million Dollar Houses ist, laut Sänger Vic Fuentes, ein Geschenk an seine Eltern. Besonders in den Fokus gerät sein Vater, der als Maler arbeitet(e) und um genug Geld kämpfte, damit er seine Familie ernähren konnte. Million Dollar Houses handelt davon, dass das Thema Geld seine Eltern nicht auseinanderriss, egal wie schlecht es um sie stand. Auch beschreibt er in dem Stück seinen Hass gegenüber dem Zahlungsmittel.[20]
- The Sky Under the Sea handelt von dem Eingestehen, dass „ich die egoistische Maschine“ bin. Es handelt vom Egoistischsein und dem Nehmen ohne Rücksicht.[20]

## Rezeption

### Kommerzieller Erfolg
Selfish Machines, das am 22. Juni 2010 auf den Markt kam, ist das erste Album der Gruppe, das sich in die offiziellen Albumcharts in den USA platzieren konnte. Es stieg auf Platz 106 in den US-Charts ein und hielt sich dort insgesamt zwei Wochen lang. In den Rock Charts positionierte es sich auf Platz 31. Eine bessere Platzierung erzielte Selfish Machines in den Alternative (17) und den Independent Charts (16). Eine Top-Ten-Platzierung erreichte das Werk in den Hard Rock Charts (9) und in den Heatseekers Charts (allesamt ermittelt durch Billboard). In letzterem Ranking erreichte Selfish Machines sogar Platz eins. Das Album erhielt gemischte Kritiken.

### Deutschsprachige Medien
Sebastian Berning von Powermetal.de schreibt der Gruppe eine Verbesserung gegenüber dem Debütalbum A Flair for the Dramatic zu, auch wenn es poppiger und melodiös herüber komme. Der Kritiker meint, dass das Album im Verlauf des Albums häufig an The Bird and the Worm von The Used erinnere. Auch vergleicht er die Band phasenweise mit Chiodos und Emarosa.

### Englischsprachige Medien
Chelsea Pickett von Under the Gun Review sagte voraus, dass die Gruppe mit dem Album aus „Neuhörern eine größere Fangemeinschaft“ gewinnen könne. Lobend hob Pickett hervor, dass der Sound der Gruppe auf Selfish Machines originell sei. Auch sei genug Zeit zum moshen und „mic sharing“. Besonders hob sie das Lied I Don’t Care If You’re Contagious hervor, das das Album aufgrund seiner Instrumentalisierung und des Liedtextes als ein „episches, emotional und bodenständiges“ Werk dastehen lasse. Allerdings beschreibt die Kritikerin den Einsatz von automatischer Tonhöhenkorrektur als ein wenig provozierend.
Amy Bangs vom britischen Rock Sound beschreibt, dass das Lied Fast Times at Clairemont High zu sehr mit Sunburn Versus the Rhinovirus von The Matches zu vergleichen sei. Auch kritisierte sie, dass das Album überproduziert wurde und das der Einsatz von Autotune den Eindruck vermittle, dass die Musiker etwas verbergen wolle. Drew Beringer vom Online-Portal AbsolutePunk ist der Meinung, dass die ersten vier Lieder des Albums eine „Auf-die-Fresse“-Attitüde an den Tag legen, die Band danach allerdings ihren Fokus verliere und sich etwas gehen lasse. Auch kritisierte er den Einsatz von Autotune im Stück Million Dollar Houses und beschrieb diesen als hässlichen Kopf der Musik des Albums. Das britische DeadPress nahm das Album in die Top-15 der besten Alben des Jahres 2010 auf. Dort landete das Album auf dem dritten Platz auf.

## Kommerzieller Erfolg

### Chartplatzierungen
| ChartsChartplatzierungen       | Höchstplatzierung | Wochen |
| ------------------------------ | ----------------- | ------ |
| Vereinigte Staaten (Billboard) | 106 (2 Wo.)       | 2      |

### Auszeichnungen für Musikverkäufe
| Land/Region               | Auszeichnungen für Musikverkäufe (Land/Region, Auszeichnung, Verkäufe) | Verkäufe |
| ------------------------- | ---------------------------------------------------------------------- | -------- |
| Vereinigte Staaten (RIAA) | Gold                                                                   | 500.000  |
| Insgesamt                 | 1× Gold ·                                                              | 500.000  |